# MUZ FM
MUZ FM este un post de radio din Republica Moldova, lansat inițial în anul 2012, pe frecvența 88,0 MHz, sub denumirea Prime FM. În 2013, a trecut printr-un proces de rebranding complet, devenind MUZ FM, cu un format axat pe muzică internațională de tip CHR (Contemporary Hit Radio), adresându-se unui public tânăr, activ și urban.
Pe parcursul anilor, MUZ FM a avut mai multe structuri de proprietate.
În martie 2022, postul a fost redenumit  în Mega Hit FM, iar numele MUZ FM a fost retras din spațiul audiovizual.
În mai 2022, domeniul muzfm.md a fost înregistrat de compania XPAND BROADCAST SRL. În această perioadă, activitatea postului MUZ FM a fost mutată în mediul online, continuând să funcționeze ca brand muzical digital. 
Odată cu această revenire, MUZ FM a fost înregistrat pentru prima dată ca marcă comercială în Republica Moldova, consolidând protecția juridică a identității sale.
La data de 12 martie 2025, compania XPAND BROADCAST SRL, care operează postul MUZ FM, a obținut licența oficială de emisie pentru frecvența 88,0 MHz în municipiul Chișinău, acordată de Consiliul Audiovizualului în urma unui concurs național.
MUZ FM și-a reluat oficial identitatea originală, într-un format actualizat, cu o direcție clară de dezvoltare media și cu o grilă modernizată de emisie.
Muz FM este un post de radio în format CHR din Republica Moldova, care are acoperire locală în Chișinău.
Anterior numit Prime FM, în 2013 postul a suferit un rebranding. Postul este deținut de omul de afaceri și politicianul Vlad Plahotniuc.

## Frecvențe de emisie
- Chișinău - 88.0 FM

## Legături externe
- Site-ul oficial
- Google Play
- App Store
- Telegram Channel
- Pagina instagram